# Adam Łopatka
Adam Łopatka (ur. 10 listopada 1928 w Szlachcinie, zm. 14 czerwca 2003) – polski prawnik, profesor nauk prawnych, teoretyk państwa i prawa. Pierwszy prezes Sądu Najwyższego w latach 1987–1990, z urzędu przewodniczący Trybunału Stanu, minister-kierownik Urzędu ds. Wyznań, poseł na Sejm PRL VII i VIII kadencji.

## Życiorys

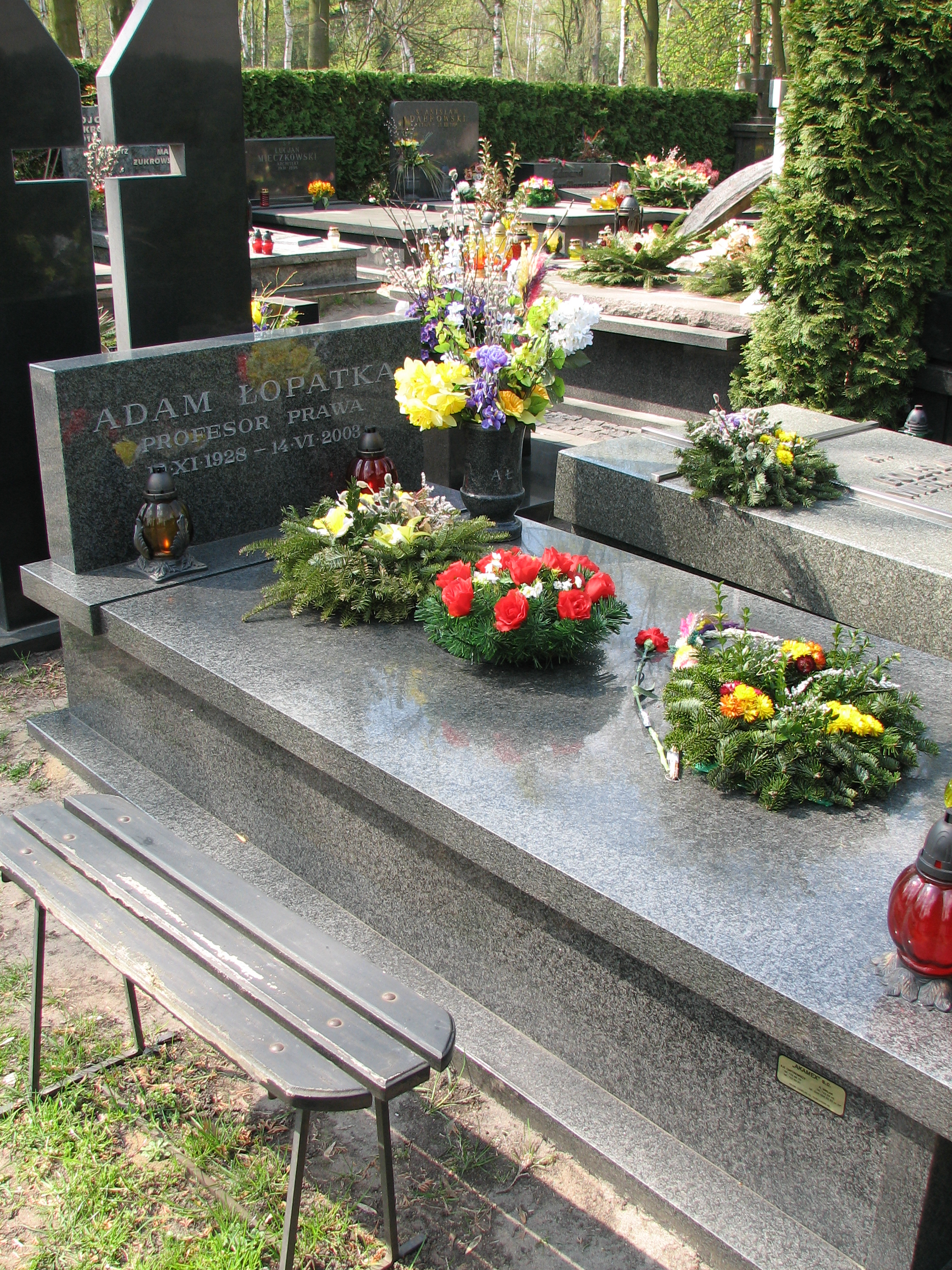
Grób Adama Łopatki na cmentarzu Powązki Wojskowe w Warszawie

Syn Stanisława i Franciszki. Absolwent Uniwersytetu im. Adama Mickiewicza w Poznaniu, od 1968 profesor na tej uczelni. Od lipca 1969 do września 1987 był dyrektorem Instytutu Nauk Prawnych Polskiej Akademii Nauk. 
W 1947 przystąpił do Organizacji Młodzieży Towarzystwa Uniwersytetu Robotniczego, a w 1948 wraz z nią do Związku Młodzieży Polskiej, którego członkiem był do 1956. W 1953 wstąpił także do Polskiej Zjednoczonej Partii Robotniczej. Od 1956 do 1958 był I sekretarzem Komitetu Uczelnianego partii na UAM. W latach 1968–1971 był członkiem Centralnej Komisji Rewizyjnej Komitetu Centralnego PZPR, w latach 1971–1980 zastępcą członka KC PZPR, w okresie 1986–1990 członkiem KC PZPR. W latach 1986–1989 był członkiem Komisji ds. Wewnątrzpartyjnych oraz Działalności Partii w Organach Przedstawicielskich i Administracji Państwowej Komitetu Centralnego.
W latach 1972–1981 był przewodniczącym Zrzeszenia Prawników Polskich. W okresie 1976–1985 poseł na Sejm PRL VII i VIII kadencji. W okresie 1982–1987 pełnił funkcję szefa Urzędu do Spraw Wyznań w rządzie Wojciecha Jaruzelskiego i Zbigniewa Messnera. Od 14 maja 1987 do 30 czerwca 1990 pełnił urząd Pierwszego Prezesa Sądu Najwyższego.
Autor wielu prac o tematyce prawniczej. Współautor Międzynarodowej Konwencji Praw Dziecka. W latach 70. i 80. był członkiem Rady Redakcyjnej organu teoretycznego i politycznego KC PZPR „Nowe Drogi”. 
Na emeryturze był nauczycielem akademickim w Prywatnej Wyższej Szkole Nauk Społecznych, Komputerowych i Medycznych w Warszawie.
Żonaty z Heleną z domu Kanią (1926–2012). Pochowany na cmentarzu Powązki Wojskowe w Warszawie (kwatera A3 tuje-1-52).
Odznaczony Krzyżem Kawalerskim i Komandorskim (1999) Orderu Odrodzenia Polski i Orderem Sztandaru Pracy II klasy.

## Wybrane publikacje
- Contemporary conceptions of law. Papers submitted by the Polish scholars, Warsaw: PAS: PSIAPLSP, 1979.
- Demokracja i kierownicza rola PZPR, Poznań: Uniwersytet im. Adama Mickiewicza, 1969.
- Demokracja, prawa człowieka, socjalizm, (red.) Warszawa: „Książka i Wiedza”, 1980.
- Demokratyzm socjalistycznego systemu politycznego PRL, (red.) Warszawa: „Książka i Wiedza”, 1978.
- Encyklopedia prawa, Warszawa: Wydawnictwa Prywatnej Wyższej Szkoły Businessu i Administracji, 1993, 1994, 1995, 1997, 1998.
- Études sur le droit polonais actuel, Paris: Mouton, 1968.
- Formy państwa socjalistycznego, Wrocław–Warszawa: Zakład Narodowy im. Ossolińskich, 1977.
- Organizacja społeczeństwa socjalistycznego w Polsce (red.), Poznań: Państwowe Wydawnictwo Naukowe, 1968, 1970, 1971.
- Organizacje partyjne w środowiskach kultury i nauki. Ogólnopolska konferencja partyjno-naukowa (red.), Warszawa: „Książka i Wiedza”, 1979.
- Organizacje partyjne wielkich zakładów pracy. Materiały z krajowej konferencji partyjno-naukowej, (red.), Warszawa: „Książka i Wiedza”, 1976.
- Państwo, prawo i prawnicy w służbie socjalistycznego narodu polskiego. Materiały sesji (red.), Rzeszów: Krajowa Agencja Wydawnicza, 1979.
- Państwo socjalistyczne a związki zawodowe. Studium z teorii państwa socjalistycznego, Poznań: Wydawnictwo Poznańskie, 1962.
- Podstawowe prawa i obowiązki obywateli PRL (red.), Warszawa: Państwowe Wydawnictwo Naukowe, 1968, 1969, 1971, 1978.
- Podstawowe prawa i obowiązki obywateli PRL w okresie budowy rozwiniętego społeczeństwa socjalistycznego, Warszawa: „Książka i Wiedza”, 1976.
- Podstawowe problemy rozwoju polskiego modelu demokracji socjalistycznej, Warszawa: Polska Zjednoczona Partia Robotnicza. Komitet Centralny, 1989.
- Podstawowe problemy XXII Zjazdu KPZR. Materiały z konferencji teoretycznej na temat programu KPZR, (red.), Poznań: Wydawnictwo Poznańskie na zlecenie Komitetu Wojewódzkiego PZPR, 1963.
- Poland and the new international democratic order, Warszawa: Wydawnictwo Prawnicze, 1980.
- Political sciences in Poland, Warszawa: Polish Scientific Publ. 1979.
- Polityczna organizacja społeczeństwa w Polsce w okresie budowy rozwiniętego społeczeństwa socjalistycznego, Poznań: Wydawnictwo Poznańskie, 1977.
- Prawa człowieka w Polsce, Warszawa: „Interpress”, 1980.
- Prawo do swobodnego wyrażania opinii, Warszawa: Agencja Scholar, 1993.
- Prawo do wolności myśli, sumienia i religii, Warszawa: „Scholar”, 1995.
- Prawotwórstwo socjalistyczne, Warszawa: PAN IPiP, 1979.
- Prawoznawstwo. Wprowadzenie, Warszawa: Wyższa Szkoła Handlu i Prawa im. Ryszarda Łazarskiego. Oficyna Wydawnicza, 2002.
- Probleme der Gesetzlichkeit im Staatsapparat der Volksrepublik Polen, Berlin: Duncker und Humblot, 1977.
- Przedsiębiorstwo i samorząd załogi, Warszawa: TWP ZG, 1981.
- Przemiany stosunków własnościowych w PRL. Materiały z konferencji naukowej, Warszawa, styczeń 1976, Warszawa: „Książka i Wiedza”, 1977.
- Przewodnik do nauki teorii państwa i prawa, Warszawa: Uniwersytet Warszawski, 1955.
- PZPR jako siła przewodnia w procesie budowy rozwiniętego społeczeństwa socjalistycznego (red.), Warszawa: IPPML KC PZPR, 1979.
- Rola gminnych organizacji partyjnych w realizacji programu rozwoju rolnictwa i wyżywienia narodu (red.), Warszawa: „Książka i Wiedza”, 1978.
- Słownik wiedzy obywatelskiej (red.), Warszawa: Państwowe Wydawnictwo Naukowe, 1970, 1971.
- Stenogram wystąpienia ministra tow. Adama Łopatki, Kierownika Urzędu ds. Wyznań na spotkaniu z lektorami, Warszawa: 1982.
- Stosunki społeczno-polityczne w procesie budowy rozwiniętego społeczeństwa socjalistycznego w Polsce, Warszawa: IPPML KC PZPR [Komitetu Centralnego Polskiej Zjednoczonej Partii Robotniczej], 1979.
- System organizacji i funkcjonowania społeczeństwa socjalistycznego w Polsce (red.), Poznań: Uniwersytet im. Adama Mickiewicza, 1966.
- Systemy partyjne. System partyjny w Polsce. Kierownicza rola PZPR wobec państwa i jej przewodnia rola, Poznań: Uniwersytet im. Adama Mickiewicza, 1968.
- Ustrój polityczny Polskiej Rzeczypospolitej Ludowej (współautor), Warszawa: PWN, 1981, 1986.
- Wielkopolska w dwudziestoleciu Polski Ludowej (red.), Poznań: Wydawnictwo Poznańskie, 1965.
- Wstęp do nauk o państwie i prawie. Opracowanie zbiorowe przeznaczone dla studentów I roku Wydziału Prawa (red.), Poznań: Uniwersytet im. Adama Mickiewicza, 1965, 1967.
- Wstęp do prawoznawstwa, Warszawa: Państwowe Wydawnictwo Naukowe, 1965, 1968, 1969, 1975.
- Wykłady podstaw nauk politycznych, Poznań: Uniwersytet im. Adama Mickiewicza, 1966.
- Zarys teorii państwa i prawa dla studentów 1 roku Wydziału Prawa, Poznań: Uniwersytet im. Adama Mickiewicza, 1962, 1963.
- Zasady polityki wyznaniowej Polskiej Rzeczypospolitej Ludowej, Warszawa 1987.

## Nagrody
- Nagroda „Trybuny Ludu” w dziedzinie upowszechniania marksizmu-leninizmu i polityki PZPR (1972)[6]